# أورخان أوستونداغ
أورخان أوستونداغ (بالتركية: Orhan Üstündağ)‏ هو لاعب كرة قدم تركي، ولد في 1 فبراير 1967 في قسطموني في تركيا.

## وصلات خارجية
- أورخان أوستونداغ على موقع اتحاد تركيا (لاعب) (الإنجليزية)